# 전혁진
전혁진(全奕陳, 1995년 6월 13일~)은 대한민국의 배드민턴 선수이다. 단식에 특화되었으며 2013년 아시아 주니어 배드민턴 선수권 대회에서 준우승을 차지했다. 2014년 아시안 게임에서 남자 단체 금메달을 획득한 한국 대표팀의 일원이었고, 이듬해 2015년 하계 유니버시아드 대회에서는 저우텐청과 손완호를 모두 꺾고 금메달을 획득했다. 2017년에는 수디르만컵에서 대한민국 대표팀의 세계선수권 우승을 도왔다.